# Friedemann Hahn

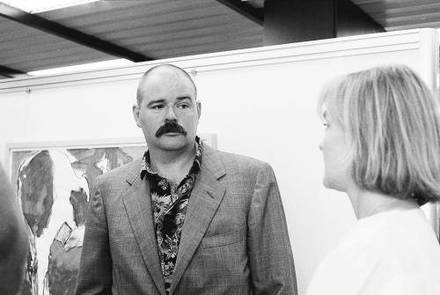
Friedemann Hahn bei der Bernd-Zimmer-Ausstellung in der Deutschen Bank, Freiburg im Breisgau, 1986

Friedemann Hahn (* 1949 in Singen am Hohentwiel) ist ein deutscher Maler.

## Leben und Werk
Friedemann Hahn ist der Sohn von Hans Hahn (1916–1989), der ebenfalls Maler war. 1956 zog er nach Hinterzarten. Nach dem Abitur an der örtlichen Internatsschule Birklehof 1969 war Hahn in Frankfurt Ballett-Eleve und lernte in der Städel-Abendschule bei Walter Hergenhahn Aktzeichnen. Ab 1970 studierte Hahn bei Peter Dreher an der Staatlichen Akademie der Bildenden Künste in Freiburg. 1974 erhielt er ein Stipendium der Studienstiftung des Deutschen Volkes, mit dem er als Meisterschüler von Karl Otto Götz sein Studium an der Staatlichen Kunstakademie Düsseldorf fortsetzte. 1976 arbeitete Hahn in der Druckwerkstatt Schlossstraße in Wolfsburg; anschließend ermöglichte ihm der Kunstverein Wolfsburg seine erste Einzelausstellung im Schloss Wolfsburg abzuhalten.
Friedemann Hahn war Mitglied im Deutschen Künstlerbund. Von 1991 bis 2014 lehrte er als Professor für Malerei an der Kunsthochschule Mainz (vormals Akademie für Bildende Künste Mainz).
2018 debütierte Hahn als Schriftsteller mit dem Kriminalroman Foresta Nera.

## Preise und Auszeichnungen
- 1977: Kunstpreis junger westen der Stadt Recklinghausen
- 1977: Karl-Schmidt-Rottluff-Stipendium
- 1979: Villa-Romana-Preis, einjähriger Aufenthalt in Florenz
- 1980: ars-viva-Preis des Kulturkreises im Bundesverband der Deutschen Industrie[3]
- 1981: Villa-Massimo-Stipendium
- 1982: Kunstpreis für Malerei der Kreissparkasse Esslingen-Nürtingen
- 1984: Förderpreis des Internationalen Preises für Bildende Kunst des Landes Baden-Württemberg
- 1994: Max-Lütze-Medaille
- 1995: Berliner Bär (B.Z.-Kulturpreis)

## Schriften
- Foresta Nera, Polar Verlag Hamburg, 2018. ISBN 978-3-945133-61-3